# King Kong (film 1933)
King Kong è un film del 1933 diretto e prodotto da Merian C. Cooper ed Ernest B. Schoedsack, il primo lavorò anche come co-ideatore insieme a Edgar Wallace.
La storia segue una troupe cinematografica partita alla volta della misteriosa Isola del Teschio, nella quale si imbattono in King Kong, gigantesco gorilla bipede che rapisce l'attrice protagonista. La sapiente combinazione di elementi avventurosi, romantici e fantastici, insieme a una serie di effetti speciali e trucchi visivi all'epoca rivoluzionari (come la combinazione di stop-motion, retroproiezione, matte painting e miniature), offrì al pubblico un'esperienza unica senza precedenti, e rese questo film uno dei massimi capolavori della storia del cinema. Passata attraverso più versioni successive e remake, la storia dello scimmione King Kong costituisce uno dei paradigmi di base del linguaggio cinematografico.
Nel 1991 è stato scelto per la conservazione nel National Film Registry della Biblioteca del Congresso degli Stati Uniti d'America. Nel 1998 l'American Film Institute l'ha inserito al quarantatreesimo posto della classifica dei migliori cento film statunitensi di tutti i tempi, mentre dieci anni dopo, nella lista aggiornata, è salito al quarantunesimo posto.
Visto il grande successo ebbe un seguito dopo soli otto mesi, Il figlio di King Kong (The Son of Kong, 1933) per la regia di Schoedsack. Nei decenni successivi furono realizzati numerosi altri film sul personaggio, che comprendono anche due remake omonimi, realizzati rispettivamente nel 1976 e nel 2005 ed entrambi vincitori ai premi Oscar, e il più recente reboot del 2017 Kong: Skull Island.
La prima si tenne il 2 marzo 1933. Il film uscì nelle sale italiane il 2 dicembre 1933, e fu riedito nel 1948.

## Trama
New York, 1933. Agli inizi della Grande depressione, un arrogante regista di successo noto per i suoi documentari, Carl Denham (chiamato Carlo nel doppiaggio italiano), è sull'orlo della bancarotta e, per risollevare le sue sorti, cerca disperatamente una protagonista per il suo nuovo film. All'ennesimo fallimento del suo agente, Charles Weston, decide di cercare tra la gente comune la sua attrice; casualmente si imbatte in Ann Darrow (chiamata Anna nel doppiaggio italiano), bellissima, bionda e in gravi difficoltà economiche a cui propone una scrittura. Ann accetta e si imbarca verso la sospirata e promessa gloria su un'isola misteriosa, denominata Isola del Teschio, non segnata sulle carte. Nella ciurma ci sono il primo ufficiale Jack Driscoll, il capitano Englehorn, il secondo ufficiale Briggs, il bombardiere Jimmy e il cuoco cinese Charlie.
Dopo una lunga navigazione, la troupe giunge all'isola e vi sbarca proprio mentre degli indigeni stanno celebrando uno strano rituale tribale; gli stranieri non sono accolti al meglio e decidono di ritornare sulla nave. Durante la notte, gli indigeni, colpiti dalla capigliatura bionda di Ann, rapiscono la ragazza per offrirla in sacrificio al loro dio Kong, un gigantesco gorilla che vive al di là di una colossale muraglia.
Kong viene richiamato dal rullo dei tamburi e dal clangore dei gong e si mostra alla spaventatissima Ann in tutta la sua orribile e gigantesca statura; ma il gorilla, invece di uccidere la ragazza, la raccoglie delicatamente e la porta con sé nella foresta. Englehorn, insieme a Jack, Jimmy, Carl e undici marinai, organizza una spedizione per raggiungere e liberare la ragazza, scontrandosi contro uno Stegosaurus, che viene tramortito. Giunti a una palude decidono di imbarcarsi su una zattera per attraversarla, ma un Brontosaurus capovolge la zattera uccidendo tre marinai, mentre Denham, Jack e gli altri fuggono: uno dei marinai rimane però indietro rimanendo anch'egli ucciso dal dinosauro.
Denham, in coda alla fila, si ferisce e rimane indietro, impigliandosi tra i rami, mentre gli altri arrivano a un precipizio che dovranno superare camminando su un tronco gigantesco, ma interviene il gorilla che uccide tutti i marinai, Jimmy compreso. Gli unici sopravvissuti sono Jack e Carl. Il gorilla tenta di uccidere anche Jack, che si era nascosto, ma in quel momento dal profondo della fossa esce un'iguana con solo due arti, aggrappata a una liana che Jack riesce a tagliare facendo precipitare l'animale. Kong lo individua e tenta nuovamente di ucciderlo, quando Ann grida: un T. rex ha appena aggredito la ragazza, che viene prontamente salvata dallo scimmione che uccide il dinosauro.
Nel frattempo Jack, uscito dal suo nascondiglio, e Denham, liberatosi dai rami, prendono strade diverse: il regista, ferito, torna indietro mentre Driscoll, innamorato di Ann, segue il mostro fino alla sua tana. Proprio qui, Kong salva nuovamente Ann, questa volta da un serpentiforme elasmosauro. In seguito lo scimmione spoglia Ann, incuriosito dalla carnagione chiara e dalla capigliatura bionda. In quel frangente Jack viene quasi scoperto ma, grazie all'intervento di uno pterandonte, Kong viene distratto, salvando per l'ennesima volta Ann, che viene portata via da Jack. I due vengono inseguiti da Kong infuriato, che sfonda la palizzata e travolge il villaggio, facendo strage di indigeni. Il gorilla viene però attirato dove il regista aveva fatto predisporre una trappola.
Lo scimmione, stordito dai gas lacrimogeni e imprigionato con pesanti catene, viene trasportato a New York e, qualche mese dopo, esibito in un teatro di Broadway come l'ottava meraviglia del mondo.
Nel corso della presentazione, però, infuriato dai lampi dei flash dei fotografi, riesce a fuggire e vaga alla ricerca della "sua amata" Ann, seminando panico, distruzione e morte nella città.
Rapita nuovamente la ragazza, Kong raggiunge il punto più alto della città, l'Empire State Building, dove viene attaccato da una pattuglia di aerei biplani dell'aviazione. Colpito a morte, Kong riesce a deporre delicatamente Ann su un cornicione del grattacielo e ad abbattere uno dei biplani prima di precipitare nel vuoto, morendo.
Alla vista del cadavere dell'enorme scimmione la stampa inneggia alla "vittoria" dell'aviazione, simbolo della potenza americana, ma il regista Denham controbatte, dicendo quasi sconvolto e un po' rattristato "Oh no! Non sono stati loro... È stata la bellezza che ha sconfitto la Bestia."

## Produzione

### Sviluppo
L'idea del film fu di Merian C. Cooper, cui venne parlando con l'esploratore scientifico del Museo americano di storia naturale W. Douglas Burden, che era rientrato da una piccola isola dell'Estremo Oriente dalla quale aveva portato il più grande rettile vivente mai trovato, il drago di Komodo. Cooper adattò l'idea della spedizione rimpiazzando il rettile con un gorilla, animale da cui era affascinato fin da bambino. Fece quindi vedere a David Selznick un lungometraggio non finito dal titolo Creation del 1931 dedicato alla vita nell'epoca dei dinosauri e il film Il mondo perduto (The Lost World, 1925), realizzati con la tecnica del passo uno, convincendo il produttore (insieme con Willis H. O'Brien) della bontà del loro progetto. Selznick acconsentì a realizzare una bobina di prova. Quando la bobina fu pronta si riunirono tutti gli azionisti della RKO e assistettero alla scena del rovesciamento del tronco di albero da parte di King Kong. Il regista e il produttore ottennero subito l'autorizzazione a procedere e il film entrò in lavorazione.
Alla sceneggiatura parteciparono il celebre romanziere Edgar Wallace, morto durante la lavorazione (da qui una controversia sul suo effettivo contributo), James Ashmore Creelman e Ruth Rose, moglie del regista Ernest B. Schoedsack.
La pellicola non è stata realizzata solo presso gli RKO Pictures, ma vennero sfruttati anche vari luoghi esterni fra Culver City e Los Angeles; in parte venne sfruttata anche New York, ma solo per le scene finali inerenti all'uccisione di King Kong sull'Empire State Building.

### Cast
(L'attrice Fay Wray)
Fay Wray e Robert Armstrong, interpreti di Ann Darrow e Carl Denham, avevano già collaborato con Cooper e Schoedsack per il film Pericolosa partita (1928), nei rispettivi panni di Eve Trowbridge e del suo fratello alcolizzato. Per interpretare Ann furono prese in considerazione le attrici Dorothy Jordan, Jean Harlow e Ginger Rogers, ma il ruolo alla fine è andato a Wray, incontrata da Cooper e Schoedsack quando venne scelta per il ruolo di Ethne Eustace in The Four Feathers (1929).
Il regista Shoedsack e il produttore Merian C. Cooper si riservarono due camei nel film interpretando, rispettivamente, il mitragliere e il pilota dell'aereo che abbatte King Kong.

### Effetti speciali

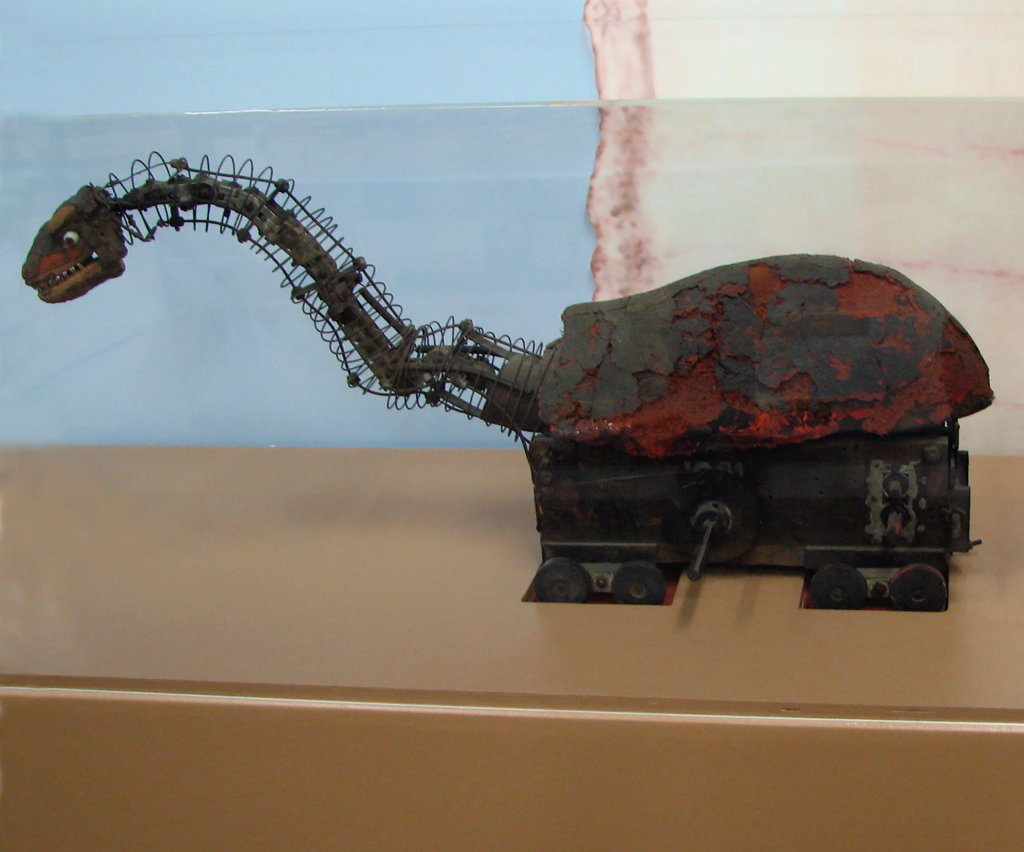
Lo scheletro snodabile del brontosauro usato nel film, conservato al Museo dei Dinosauri a Blanding, Utah

Il film è noto per il suo utilizzo rivoluzionario di effetti speciali, tra cui animazione in passo uno, retroproiezione, matte painting e miniature.
Le creature del film erano dei pupazzi articolati, animati in passo uno: i modelli venivano fotografati immagine per immagine, da Willis O'Brien e dalla sua équipe, su dei plastici rappresentanti la giungla e la città di New York, ogni volta in una posizione differente che corrispondeva all'intero ventaglio di un movimento. I modelli vennero ideati e costruiti dall'artista messicano Marcel Delgado (che aveva già collaborato con O'Brien per il film Il mondo perduto), basandosi sulle iconiche rappresentazioni di Charles R. Knight. Alcune miniature e armature furono riciclate dal già citato film incompiuto Creation.
Furono realizzati quattro pupazzi articolati di Kong, costruiti con uno scheletro di acciaio ricoperto di lattice, gommapiuma e pelliccia di coniglio. Furono usati due pupazzi alti 45 centimetri per le scene nella giungla, uno alto 60 centimetri per quelle in città, e un altro per la sequenza finale in cui il personaggio cade dall'Empire State Building. I modelli differivano leggermente tra di loro per i lineamenti dei musi, finitura del pelo e la lunghezza delle braccia. Esistevano discrepanze fra le versioni che apparvero sullo schermo: la statura di Kong nella giungla era di circa sei metri, mentre a New York era di otto metri, in modo che il gorilla apparisse più imponente tra gli edifici della città e che il corpo spiccasse maggiormente nella scena dell'arrampicata sull'Empire State Building.
Per le riprese in primo piano furono utilizzati numerosi accessori a grandezza naturale, come un busto di Kong costruito in legno, stoffa, gomma e pelli d'orso da Delgado, E.B. Gibson e Fred Reese; al suo interno vi erano leve metalliche, cardini e un compressore d'aria azionati da tre uomini per controllare la bocca e le espressioni facciali del mostro. Le zanne erano lunghe 10 pollici, mentre i bulbi oculari 12 pollici di diametro. Furono anche costruite due versioni della mano destra di Kong, costruite in acciaio e gommapiuma e ricoperte di gomma e pelli d'orso; la prima mano, non articolata, venne montata su una gru ed usata per la scena in cui Kong cerca di acciuffare Jack, mentre la seconda era articolata e venne utilizzata nelle varie scene in cui il gorilla afferra Ann. Con gli stessi materiali delle braccia venne anche costruita una gamba non articolata, utilizzata per le scene in cui Kong calpesta le sue vittime.
Mario Larrinaga e Byron Crabbe realizzarono gli storyboard di diverse scene e dipinsero i fondali su cui si sarebbero andati a muovere i modelli di Kong e i dinosauri da animare; alcune ambientazioni furono ispirate dalle incisioni di Gustave Doré. La grotta era un ambiente a grandezza naturale, mentre la giungla era una miniatura; in molti casi, O'Brien collocò i suoi modelli in passo uno davanti a veri dipinti di Larrinaga e Crabe. Il paesaggio metropolitano sullo sfondo della sequenza in cui Kong si arrampica sull'Empire State Building era un quadro di dodici piedi (circa 4 metri) collocato direttamente sul set in miniatura. Per le scene in cui Kong distrugge un treno, le immagini della gente che fugge furono impresse su un set in miniatura con gli edifici in scala di tre quarti.

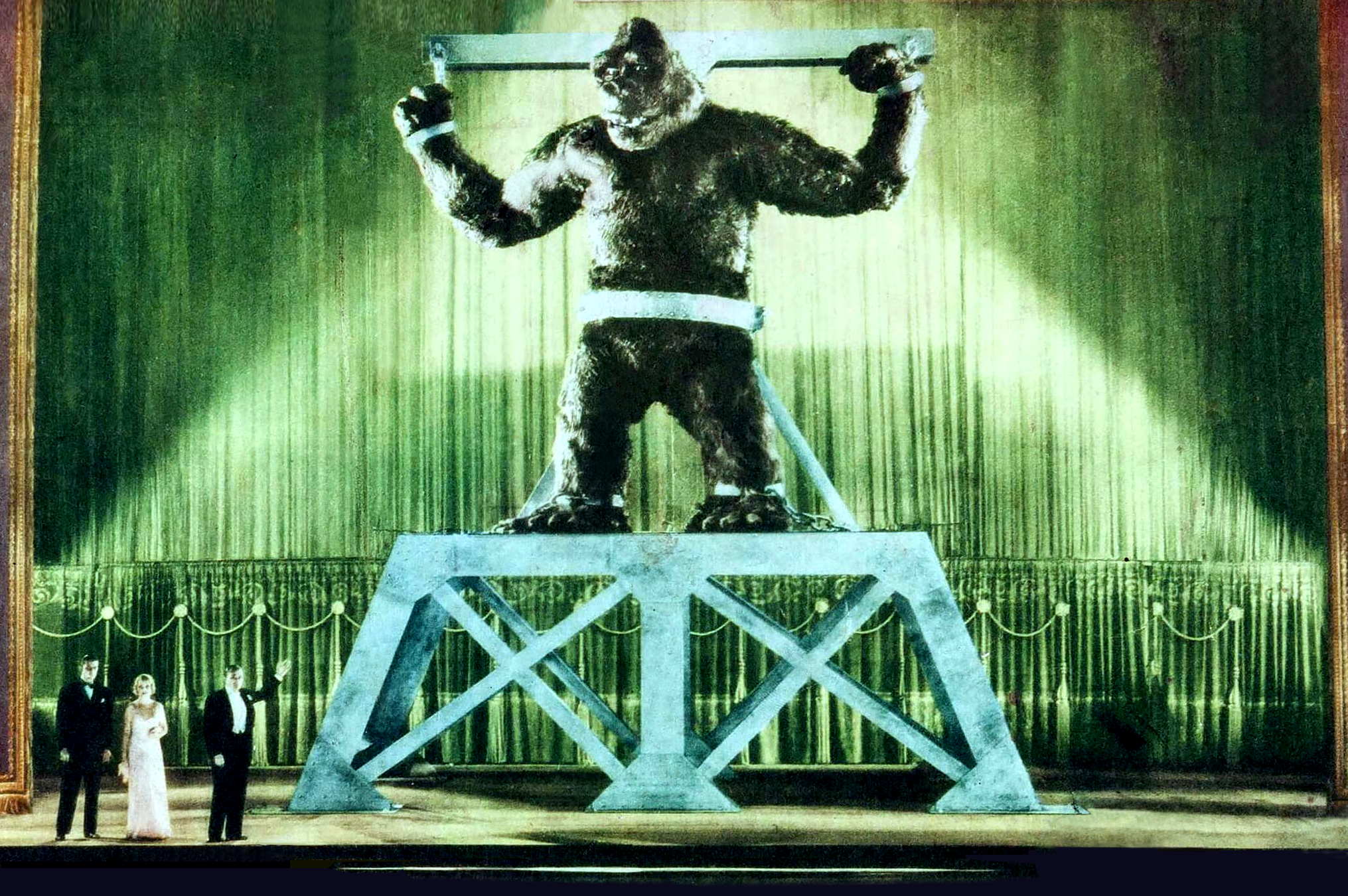
Foto promozionale colorizzata mostrante gli attori dal vivo che interagiscono con l'animazione in passo uno

La tecnica del passo uno era già utilizzata da più di un decennio, ma O'Brien e gli altri tecnici degli effetti speciali seppero miscelarla per la prima volta con altre tecniche, come la proiezione miniaturizzata o la retroproiezione (rear-projections), in cui gli attori recitavano davanti a uno schermo trasparente, dietro il quale era proiettata una scena filmata anteriormente; le due azioni erano filmate contemporaneamente, così una volta impresse sulla pellicola davano l'idea di un'unica azione. Le parti in cui gli attori dal vivo interagivano con le creature animate vennero anche ottenute tramite due diverse tecniche: il processo Dunning e il processo Williams, che permettevano di combinare assieme delle strisce di pellicole diverse in un'unica immagine composita.
Durante la lavorazione vennero scritturate delle scene con dei triceratopi, uno stiracosauro, un serpente gigante e un arsinoitherium, che però furono tagliate o non vennero realizzate. Nel primo montaggio del film era presente una scena in cui gli uomini caduti nel crepaccio venivano uccisi da enormi insetti, rettili e invertebrati, ma la scena venne successivamente rimossa. Secondo alcuni sarebbe stata tagliata poiché inquietò troppo il pubblico durante una proiezione di prova nel gennaio 1933 a San Bernardino, ma secondo altre fonti sarebbe stata rimossa tempo prima per volere di Cooper stesso, il quale riteneva che rallentasse il ritmo del film e distraesse troppo dal dramma di Fay Wray. I modellini per questa scena furono riutilizzati dallo stesso O'Brien per il film Lo scorpione nero (1957) di Edward Ludwig.
Murray Spivack realizzò gli effetti sonori del film. Il ruggito di Kong si ottenne registrando i ruggiti di tigri e leoni di uno zoo, poi rallentati e riprodotti al rovescio. I grugniti e i mugolii con cui il gorilla esprime la sua affezione ad Ann furono invece emessi da Spivack con un megafono e opportunamente rimaneggiati durante la registrazione. I versi dei dinosauri vennero realizzati registrando il sibilo di un compressore d'aria e dei gracidii emessi dallo stesso Spivack; per i versi del tirannosauro mischiò il sibilo del compressore d'aria con il ruggito di un puma, mentre per quelli dello Pteranodon registrò i versi di vari uccelli. Per la scena tagliata dei triceratopi vennero originariamente registrati dei barriti di elefanti, i quali rimasero inutilizzati. Spivack emise di persona anche varie urla emesse dai personaggi durante il film. Fay Wray registrò le grida del suo personaggio in una singola sessione di registrazione.
Lo chef Ken Roady (nome d'arte di Carmen Nigro) dichiarò di aver impersonato Kong con un costume da gorilla in alcune riprese a corpo intero, ma molti storici hanno contestato i suoi racconti e lo considerano un impostore. Secondo Donald F. Glut, lo stesso regista Cooper negò la presenza di uomini in costume sul set.

### Scene eliminate
Alcune scene previste per il film originale non furono completate o vennero successivamente rimosse dal montaggio definitivo. Attualmente sono considerate perdute, e ne rimangono solo alcune fotografie e storyboard. Queste includono:
- Uno Styracosaurus che attacca gli uomini della nave e poi li spinge verso la fossa. Inizialmente al suo posto doveva esserci un Arsinoitherium, anch'esso scartato.[16][31] Lo stiracosauro fu successivamente introdotto nel sequel Il figlio di King Kong.[32]
- La lotta nella fossa, in cui gli uomini vengono uccisi da dei giganteschi insetti, rettili e invertebrati; dalle foto e storyboard sopravvissuti si distinguono un ragno, un granchio, un rettile e una creatura con dei tentacoli.[16][23] Secondo alcuni sarebbe stata rimossa dal primo montaggio poiché inquietò troppo il pubblico durante una proiezione di prova nel gennaio 1933 a San Bernardino, California,[16][23] ma secondo altre fonti sarebbe stata rimossa tempo prima per volere di Cooper, il quale riteneva che rallentasse il ritmo del film e distraesse troppo dal dramma di Fay Wray.[23][24] La caduta dei marinari nella fossa fu rigirata attraverso dei modellini, facendo in modo che i personaggi morissero a causa della caduta.[24]
- Kong che viene inseguito da tre Triceratops in mezzo a dell'asfalto; due dei triceratopi muoiono (uno affonda nell'asfalto e l'altro viene ucciso da Kong), mentre il terzo fugge e carica contro l'equipaggio della Venture, uccidendone un membro.[16][33] La sequenza del terzo triceratopo doveva provenire da parte del materiale girato per il film incompiuto Creation.[32] Le riprese della scena non furono completate dopo che Cooper decise di scartarla, assieme alla sequenza di Creation.[34]
- Prima dell'attacco del T.rex, Ann viene spaventata da un serpente gigante. Benché la scena sia stata scartata, si può comunque vedere l'espressione disgustata sul volto di Ann alla vista del serpente, poco prima della comparsa del tirannosauro.[35]
- Il viaggio di ritorno di Jack e Ann lungo il fiume, inseguiti da Kong.[16]
- Kong distrugge un hotel dove degli uomini stanno giocando a poker; rimossa perché era presente una scena simile nel film Il mondo perduto (1925).[36]
- Una ripresa dall'alto di Kong che cade dall'Empire State Building, tagliata a causa di un effetto trasparente sul personaggio dovuto all'esposizione multipla della pellicola.[32]

Inoltre, al posto del rettile con due arti che minaccia Jack nascosto nella caverna doveva inizialmente esserci un ragno gigante.
Le scene dello stiracosauro e degli insetti nella fossa sono state ricreate in stop motion da Peter Jackson e inserite come contenuto speciale nella versione in DVD su due dischi del remake del 2005.

### Creature protagoniste

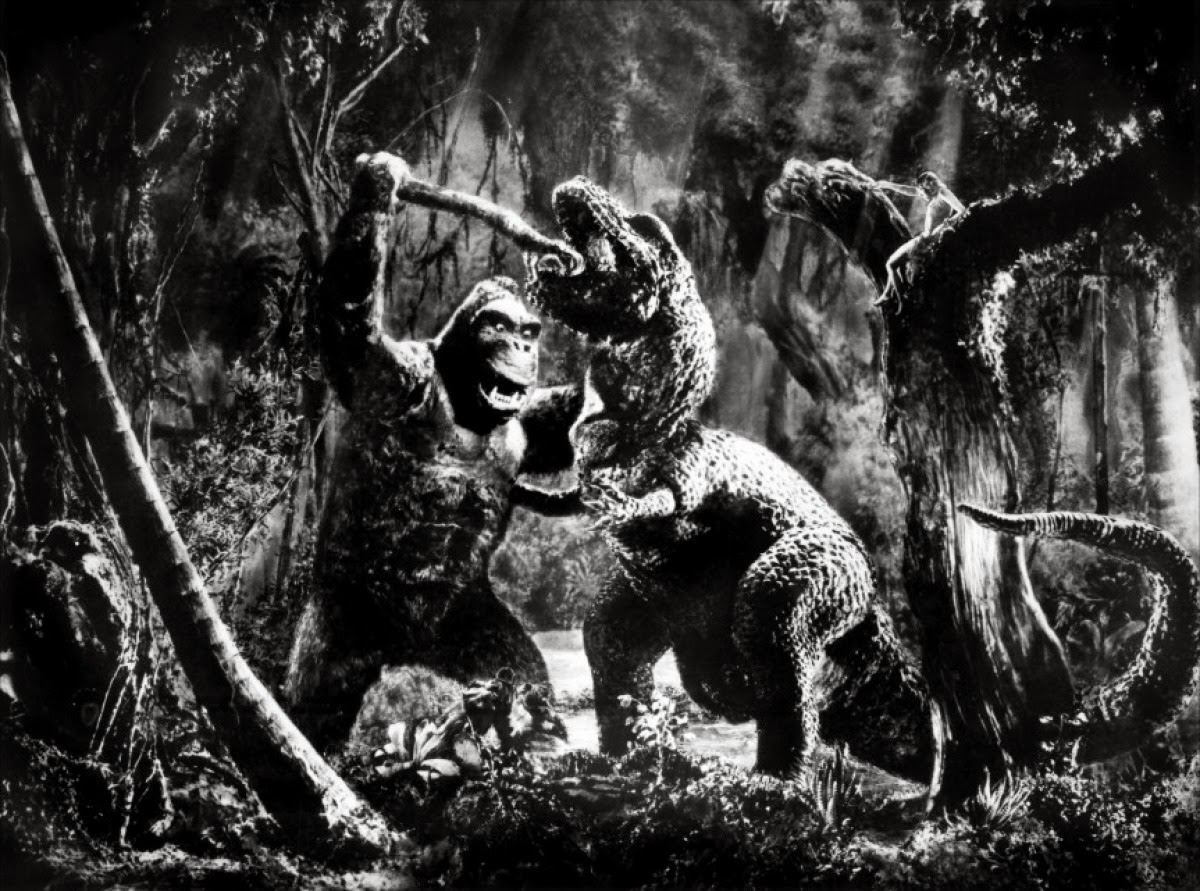
King Kong combatte il tirannosauro in un'immagine promozionale

Nel film furono presentate numerose ricostruzioni animate di dinosauri, ispirate abbastanza fedelmente alle immagini delle ricostruzioni dell'epoca, andando incontro tuttavia a varie imprecisioni, principalmente a causa delle limitate conoscenze scientifiche dell'epoca. Altre creature (come ragni, granchi e insetti giganti), presenti soprattutto nelle scene eliminate, erano di pura fantasia.
- Tyrannosaurus rex: così come nel film Il mondo perduto del 1925, viene mostrato con tre dita sugli arti anteriori anziché con due (come un Allosaurus), e come le prime ricostruzioni oggi obsolete, con una postura eretta sulle zampe posteriori e con la coda strisciata a terra.[38]
- Stegosaurus: aveva 4 punte sulla coda, e non 8 come viene mostrato nel film.
- Brontosaurus: viene mostrato come carnivoro, in quanto aggredisce e divora molti membri del gruppo, ma in realtà era erbivoro.[39]
- Iguana o lucertola con due arti.
- Elasmosaurus: differentemente da quanto mostrato nel film, non poteva strisciare e strangolare come i serpenti.
- Pteranodon: nel film viene raffigurato come carnivoro (mentre nella realtà si cibava di pesce) e di dimensioni maggiori rispetto alle sue reali dimensioni.

Nelle scene eliminate o irrealizzate comparivano anche: uno Styracosaurus, un'iguana gigante, un granchio gigante, dei ragni giganti, una creatura con tentacoli, un Gigantophis, dei Triceratops e un Arsinoitherium.

## Colonna sonora
La colonna sonora venne composta da Max Steiner e, a detta di Cooper stesso, contribuì largamente al successo del film, umanizzando Kong e creando un'atmosfera tragica e romantica. La partitura, di circa 73 minuti, accompagna la maggior parte del film ed è costruita sull'utilizzo di leitmotiv, come un'opera di stampo wagneriano.
Esistono in commercio varie edizioni discografiche della colonna sonora originale e due incisioni moderne a cura della National Philharmonic Orchestra diretta da Fred Steiner (1975) e della Moscow Symphony Orchestra guidata da William T. Stromberg (1997).

## Distribuzione

### Data di uscita

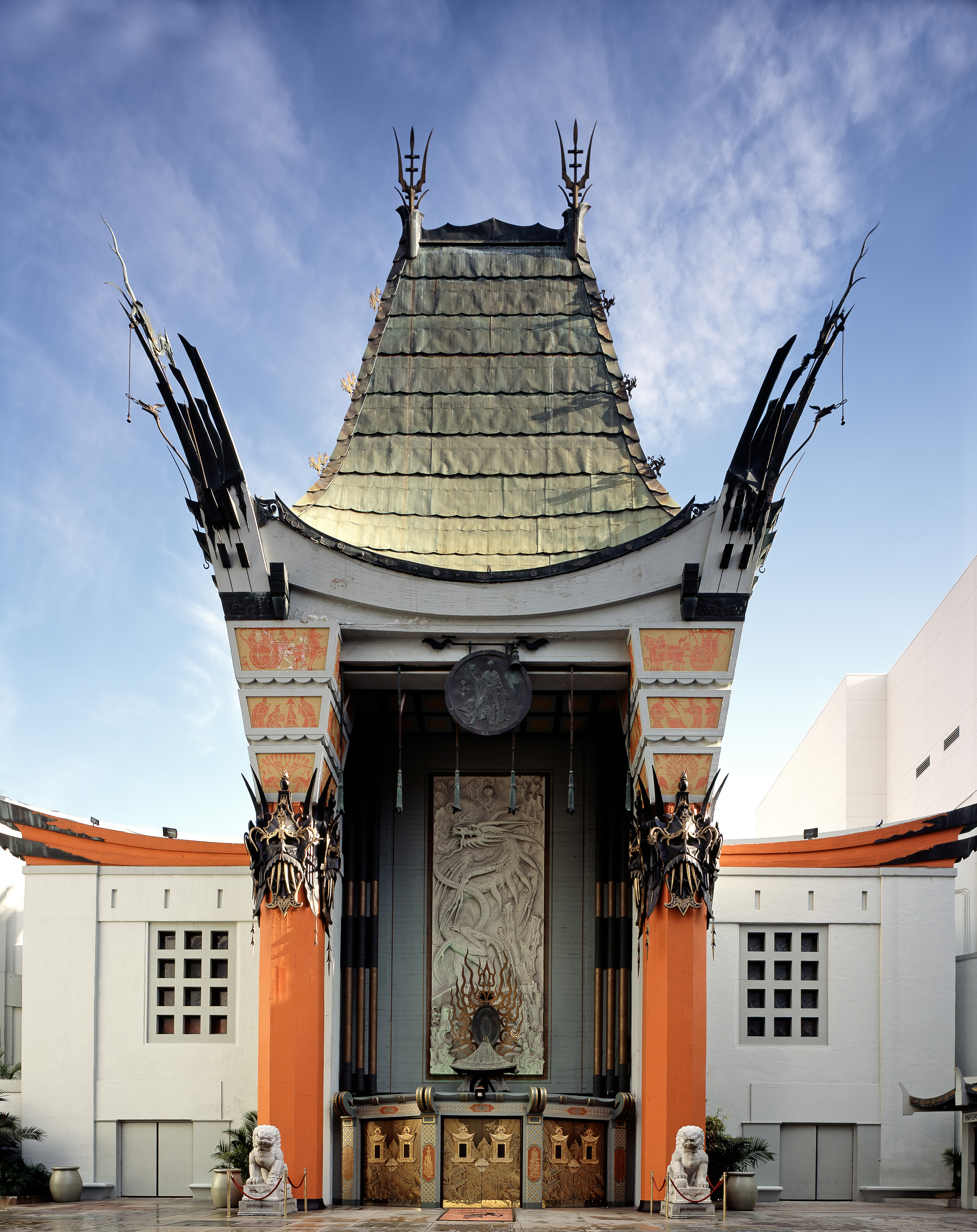
Il Grauman's Chinese Theatre ha ospitato l'anteprima del film

King Kong debuttò al Radio City Music Hall e al RKO Roxy di New York City il giorno giovedì 2 marzo 1933, preceduto da uno spettacolo teatrale chiamato Jungle Rhythms. I biglietti avevano un prezzo compreso tra i 35 e i 75 dollari, e nei suoi primi quattro giorni furono tutti esauriti per ognuno dei suoi dieci spettacoli giornalieri, stabilendo il record assoluto di presenze per un evento al coperto. Nel corso dei quattro giorni, il film aveva incassato $89.931.
Il film ha avuto la sua anteprima mondiale ufficiale il 23 marzo 1933 al Grauman's Chinese Theatre di Hollywood, con il grande busto di Kong usato nel film collocato nel cortile esterno al teatro. La proiezione fu preceduta da uno spettacolo in diciassette atti, The Dance of the Sacred Ape, eseguita da una troupe di ballerini afroamericani. Parteciparono anche il cast e la troupe del film. La pellicola uscì a livello nazionale il 10 aprile 1933, riscuotendo un grande successo di pubblico.
In Italia il film fu distribuito per la prima volta il 2 dicembre 1933. Il doppiaggio italiano fu eseguito a Roma negli stabilimenti della International Acoustic, e tra le voci figuravano Tina Lattanzi e Ruggero Ruggeri. Fu riedito nel 1949 con un nuovo doppiaggio ad opera della CDC (Cooperativa Doppiatori Cinematografici); quest'ultima è la versione reperibile nelle edizioni DVD.
Secondo il giornalista Ugo Buzzolan:
(Ugo Buzzolan, La Stampa, 21 aprile 1978.)
Il film è stato riproposto nelle sale nel 1938, 1942, 1946, 1952 e nel 1956 grazie al grande successo al botteghino ottenuto. In Italia venne rimesso in circuito anche nel 1968 su distribuzione Delta, a seguito del buon successo riscontrato dal film King Kong - Il gigante della foresta.

### Censure
King Kong è stato riproposto nelle sale nel 1938, 1942, 1946, 1952 e 1956 grazie al grande successo al botteghino ottenuto. Ogni volta tuttavia è stato censurato ulteriormente rispetto alla sua prima nel 1933, con alcune scene tagliate parzialmente o escisse del tutto. Queste scene sono state:
- quella del Brontosaurus che attacca i marinai sulla zattera e ne uccide uno che ha tentato di salvarsi salendo su un albero;
- quella di Kong che spoglia e annusa Anna;
- Kong che morde e calpesta i nativi quando attacca il villaggio;
- infine quella in cui, fuggito dal teatro, Kong divora un uomo e si arrampica su un grattacielo, dove preleva una donna credendola Anna ma, quando si accorge che non è lei, la lascia cadere nel vuoto.

Dato che RKO non conservò le copie del negativo originale del film o le stampe di distribuzione, le scene tagliate furono considerate perdute per molti anni; tuttavia, nel 1969 venne rinvenuta a Filadelfia una stampa in 16 mm comprendente le scene censurate, che furono ripristinate nel film. Il film completo fu ripubblicato nel 1970 dalla Janus Film.
Nei due decenni successivi, gli Universal Studios hanno effettuato ulteriori restauri fotochimici al film, basandosi su una versione del 1942. Negli anni '80 venne trovata una versione britannica contenente le scene tagliate in qualità migliore. Dopo 6 anni di ricerca in tutto il mondo, nel 2005 la Warner Bros. ha completato un ulteriore restauro completamente digitale, che utilizza la scansione a risoluzione in 4K. A questo restauro è stata aggiunta anche un'ouverture di 4 minuti, portando il film a una durata complessiva di 104 minuti. King Kong venne anche colorizzato alla fine degli anni '80 per la televisione.
Le versioni home video comprendono le suindicate scene, e la versione colorizzata venne pubblicata anche in DVD nel Regno Unito e in Italia.

### Edizioni home video
Nel 1984, King Kong venne pubblicato su LaserDisc dalla Criterion Collection; fu uno dei primi film a venire distribuito in tale formato, nonché il primo ad includere una traccia di commento audio, registrato dallo storico del cinema Ron Haver. Nel 1985, Image Entertainment ha pubblicato un altro LaserDisc, questa volta con un commento dello storico e produttore di colonne sonore Paul Mandell. Il film fu poi pubblicato in numerose edizioni in VHS, prima di ricevere una distribuzione ufficiale in DVD.
Tra le varie edizioni DVD in Italia figurano una prima versione rimasterizzata pubblicata dalla Explosion Video, e una dalla Ciak Cult Movie con doppia versione, in bianco e nero e colorizzata. Nel dicembre 2005, Sony Pictures Home Entertainment ha anche pubblicato in Italia una versione speciale in DVD a due dischi, con il primo contenente il film originale e la versione colorizzata, e il secondo dei contenuti speciali: il trailer italiano del 1933, un'intervista a Fay Wray, il corto R.F.D. 10,000 B.C., parti del film incompiuto Creation, e il film Il mondo perduto. È stata riproposta il 24 gennaio 2006 in un'edizione limitata di 1500 copie, contenente anche la riproduzione della brochure originale americana di 24 pagine.
Il 26 novembre 2014, la Dynit ha distribuito un'edizione in DVD e Blu-ray denominata "Ultimate Edition", con gli stessi contenuti speciali dell'edizione di Sony del 2005.

## Accoglienza

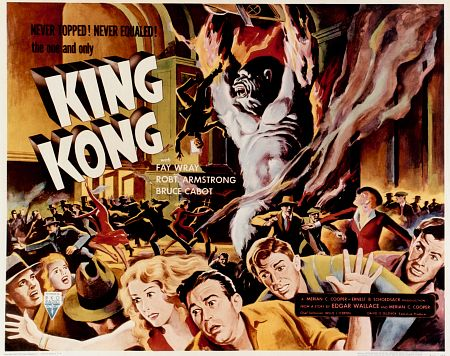
Locandina statunitense alternativa

### Incassi
Alla sua uscita nel 1933 il film fu campione d'incassi negli Stati Uniti, con un incasso stimato di $90.000 durante il fine settimana d'apertura. Le entrate sono diminuite del 50% nella seconda settimana di uscita, a causa del giorno festivo nazionale per i primi giorni in carica del presidente Franklin D. Roosevelt.
Prima della riedizione del 1952, è stato riportato che il film aveva racimolato 2,8 milioni di dollari nel mondo, di cui 1,07 milioni negli Stati Uniti e Canada. Dopo la riedizione, Variety ha stimato che il film aveva incassato ulteriori 1,6 milioni di dollari negli Stati Uniti e in Canada, per un totale di 3,9 milioni di dollari. Tenendo presente tutte le riproposte al cinema del film nel corso degli anni, l'incasso totale si aggira intorno ai 5,3 milioni di dollari.

### Critica
Sull'aggregatore di recensioni Rotten Tomatoes il film ha una percentuale di gradimento del 98% basato su 54 recensioni con un voto medio di 9 su 10. Lo stesso sito lo ha classificato come il quarto miglior film horror mai realizzato, e lo inserì nella lista dei 100 migliori film di tutti i tempi.
Il New York World-Telegram definì il film "uno dei migliori thriller cinematografici, realizzato con tutti i trucchi più astuti del cinema". Il Chicago Tribune lo considerò "una delle novità più originali, elettrizzanti e gigantesche emerse da uno studio cinematografico".
L'autore e critico francese Jean Boullet — riconosciuto come uno dei maggiori "kongofili" assieme a Forrest J. Ackerman — ha definito King Kong, forse provocatoriamente, il più grande film della storia del cinema mondiale. Nel 2002, il noto critico Roger Ebert lo inserì nella sua lista dei film migliori di sempre.
Il film è stato anche inserito in varie liste stilate dall'American Film Institute:
- migliori cento film statunitensi di tutti i tempi - 43º posto;[4]
- cento migliori citazioni cinematografiche di tutti i tempi, per la battuta finale di Denham ("Oh, no, it wasn't the airplanes. 'Twas Beauty killed the Beast." in lingua originale) - 84º posto;[66]
- cento film più avvincenti - 12º posto;
- cento migliori film statunitensi sentimentali - 24º posto;
- 25 colonne sonore più belle del cinema statunitense - 13º posto;
- AFI's 10 Top 10 - 4º miglior film fantasy.

La pellicola non fu tuttavia esente da giudizi negativi. Tra questi, il noto critico cinematografico Mario Gromo criticò duramente il film a causa degli effetti speciali, definendolo "film per miopi":
(La Stampa del 3 dicembre 1933)
Gianni Rondolino (La Stampa, 14/2/1993) osserva che "Forse King Kong non regge più di tanto nella sua modestia spettacolare e nei limiti oggettivi della sua artisticità a interpretazioni sociologiche o psicanalitiche, ideologiche o politiche. Ma certo la forza eversiva della grande scimmia come modello di alterità rispetto alla società americana del tempo, e più in generale del costume sociale e morale degli anni trenta, risulta ancor oggi vincente."

## Altri media
Dalla sceneggiatura del film venne tratto un romanzo omonimo scritto da Delos W. Lovelace (anche se spesso è attribuito erroneamente al romanziere Edgar Wallace, autore della prima stesura della sceneggiatura del film), pubblicato a puntate sulla rivista pulp Mystery Magazine nel 1932 e in forma di libro in quello stesso anno da Grosset & Dunlap, un po' prima che fosse distribuito il film.

## Influenza culturale

La scena finale del film, con Kong che si scontra con dei biplani in cima all'Empire State Building, è divenuta una delle più famose della storia del cinema e fu oggetto di parodie e omaggi in numerose situazioni

Il finale del film è stato citato e parodiato in innumerevoli opere. Ad esempio nel film musicale The Rocky Horror Picture Show del 1975 (tratto dal musical del 1973), nella scena finale del film Rocky si arrampica sull'antenna della RKO trascinando sulle proprie spalle il corpo del suo creatore Frank-N-Furter, ucciso poco prima dai suoi ex servitori Riff Raff e Magenta, in una scena che ricorda in modo evidente l'arrampicata di King Kong sull'Empire State Building. Nella stessa pellicola viene anche citata l'eroina di King Kong Fay Wray e la provocante sensualità che sprigiona nel film del 1933.
La grande popolarità del film e del personaggio di Kong si riflette nelle numerose citazioni e parodie in altre opere televisive e cinematografiche e in alcune canzoni, videogiochi e video musicali. Ad esempio, la seconda storia del quinto episodio della quarta stagione (La paura fa novanta III) de I Simpson (King Homer) è una parodia del film dove Homer e Marge fanno le veci rispettivamente di Kong e Anna.

## Sequel

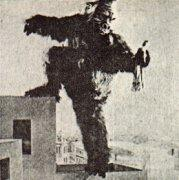
Una rara immagine del film perduto Wasei Kingu Kongu (1933), che usava King Kong come sfondo alla storia

Visto il successo, il film ebbe subito un seguito, Il figlio di King Kong (The Son of Kong, 1933), sempre diretto da Ernest B. Schoedsack, la cui prima si tenne otto mesi dopo l'uscita di King Kong.
Il soggetto del film del 1933 ha ispirato il remake King Kong, del 1976, diretto da John Guillermin e prodotto da Dino De Laurentiis, come il suo seguito King Kong 2 del 1986. Nel 2005 Peter Jackson ha girato un nuovo remake del film del 1933.
Il personaggio del film ha inoltre ispirato liberamente varie pellicole giapponesi del filone dei "mostri giganti" (essendo il primo in assoluto), tra cui due film perduti degli anni trenta (Wasei Kingu Kongu ed Edo ni arawareta Kingu Kongu)
King Kong inoltre è una delle maggiori fonti di ispirazione per il famosissimo Godzilla. Lo stesso Ishirō Honda (regista del primo film su Godzilla) diresse due film su King Kong degli anni sessanta, Il trionfo di King Kong (キングコング対ゴジラ Kingu Kongu tai Gojira, 1962), in cui Kong combatte contro Godzilla, e King Kong, il gigante della foresta (キングコングの逆襲 Kingu Kongu no gyakushū, 1967).
Nel 1998 è stato anche distribuito un film d'animazione basato sul film originale, intitolato Mighty Kong - L'invincibile King Kong (The Mighty Kong), e ne segue grossomodo la stessa trama ma adattandolo a un pubblico di ragazzi e dotandolo di un lieto fine. Kong è stato protagonista di due serie televisive animate, la prima nel 1966 intitolata The King Kong Show, che ha ispirato il film giapponese del 1967, e la seconda nel 2000 intitolata Kong: The Animated Series, serie d'avventura fantasy che funge da sequel alle vicende originali del film, e il cui protagonista è un clone di Kong. Entrambe le serie televisive sono state trasmesse in Italia col semplice titolo King Kong.
Nel 2016 viene annunciato un reboot della serie intitolato Kong: Skull Island, secondo capitolo dell'universo cinematografico MonsterVerse, che è stato seguito da Godzilla vs. Kong nel 2021.